# Chiljapyx
Chiljapyx es un género de Diplura en la familia Japygidae.

## Especies
- Chiljapyx clatagironei Smith, 1962